# Oxidehuid
Een oxidehuid is een laagje oxide op het moedermateriaal, die bestaat uit het materiaal dat gereageerd heeft met zuurstof.
Het oxideren van metaal (zoals roest) tast meestal het materiaal aan. Maar soms vormt de oxidehuid een bescherming. Wanneer de oxidehuid ontstaat door reactie met zuurstof in de lucht, dan ontstaat vanzelf een nieuwe oxidehuid bij een beschadiging. De oxidehuid kan ook chemisch aangebracht worden. Dan wordt vaak een zuur gebruikt.
Bij een legering wordt soms een metaal toegevoegd dat goed reageert met zuurstof en zo een oxidehuid vormt. Ook al is de oxidehuid met het ene metaal, de beschermende huid beschermt het gehele materiaal.
Een aantal metalen vormt zeer snel een oxidehuid wanneer het in aanraking komt met zuurstof. Zo zijn magnesium en titanium zeer reactief en vormen ze snel MgO resp. TiO2. Wanneer dit gebeurt op een materiaal bij kamertemperatuur wordt dit proces corrosie genoemd. Gebeurt dit tijdens de metaalproductie, waarbij de bovenste laag van de smelt (het gesmolten materiaal) een verbinding met de lucht aangaat, dan ontstaat er metaalslak van metaaloxide. Dit kan voorkomen worden door het metaal tijdens de productie onder een afdichtend inert gas te verwerken, en/of door gebruik te maken van smeltzout.
Voorbeelden:
- Aluminium
- Cortenstaal